# アクセプト (バンド)
アクセプト（ACCEPT）は、ドイツ出身のヘヴィメタル・バンド。
1976年、ウド・ダークシュナイダーを中心に結成。同国の「スコーピオンズ」に続く、元祖ジャーマンメタルの地位を確立したバンドとして知られる。

## 経歴

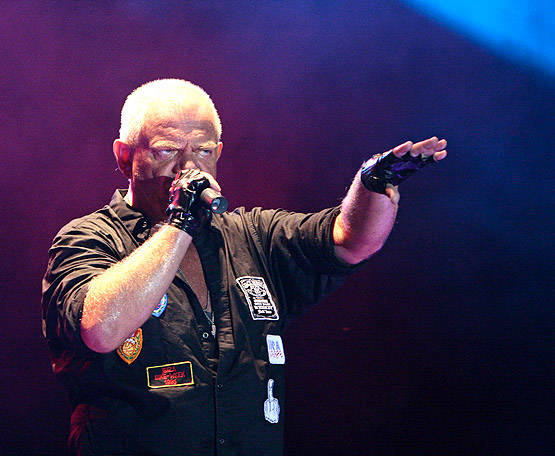
創設者ウド・ダークシュナイダー (Vo)

### 結成からデビューまで（1968年 - 1980年）
非常に個性的な声と風貌で有名なヴォーカリスト ウド・ダークシュナイダーが、1968年に旧西ドイツ・ゾーリンゲンで結成したロック・バンド「Band X」が前身(一時期、後にプロデューサーとして名を上げるマイケル・ワグナーが在籍していた。)。そして1976年にウルフ・ホフマン、ピーター・バルテスらと組んでバンドを再編し、現行の「アクセプト」に改名した。
その後も変遷を経て、ウド（ボーカル）、ホフマン（ギター）、ヨルグ・フィッシャー（ギター）、バルテス（ベース）、ステファン・カウフマン（ドラムス）のラインナップが完成し、1979年にセルフタイトルの1stアルバム『Accept（邦題：アクセプト〜殺戮のチェーンソー)』でデビューを果たす。
デビュー・アルバムはいかにも欧州的な叙情派バラードや、後のスピード・メタル路線につながるパワフルな曲などが収録されていたが、1980年に発表した2枚目のアルバム『アイム・ア・レベル』では自分たちの意志ではなかったというアメリカン・ロックを強要され、メンバー達にとっては不本意な作品となった。また、この時期はまだ商業的な成功にはほど遠かった。

### バンドの地位確立（1981年 - 1985年）
1981年、3枚目のアルバム『Breaker（邦題：ブレイカー〜戦慄の掟)』発表時、英国ではNWOBHMのムーブメントが起こっており、それに呼応する形で彼らの存在が認められていった。このころからマネージメントを引き受けるようになったマネージャーのギャビー・ホーク（現在はホフマンの妻でもある）の活躍もあり、バンドはジューダス・プリーストの前座としてワールド・ツアーを行い、ヨーロッパのみならずアメリカでも高い評価を得る。
1982年、フィッシャーの脱退後、ヤン・コウメット～ハーマン・フランクの加入を経て、アルバム『レストレス・アンド・ワイルド』を発表。
1984年、フランクが脱退したのちフィッシャーが再度加入。アルバム『ボールズ・トゥ・ザ・ウォール』を発表し、彼らのスピードメタル、ヘヴィメタルバンドとしての地位が確立される。『ボールズ・トゥ・ザ・ウォール』は商業的にも成功を収め、母国ドイツのアルバム・チャートに初登場を果たして59位を記録。さらにアメリカでも自身初のBillboard 200入りを果たし、74位を記録する。
そして、ジューダス・プリースト等と共に、英国ドニントンパークで開催された第5回モンスターズ・オブ・ロックに出演した。
1985年にはアルバム『メタル・ハート』を発表。このアルバムはドイツのアルバム・チャートで13位に達して初のトップ50入りを果たし、スウェーデンでは最高4位という大ヒットを記録した。このアルバム発売の直後に初の日本公演を行う。この模様は当初、愛知県勤労会館での公演を収録した6曲入りのライヴ・アルバム『ライヴ・イン・ジャパン』として発売され好セールスを記録した。1990年には、1985年に行った大阪公演でのライヴ・アルバムが『ステイング・ア・ライフ』としてリリースされた（ビデオも存在するが、映像は日本公演のものではない）。収録曲の"Princess of the Dawn"では、観客の大合唱にダークシュナイダーが驚いている様子までが収録されている。

### ウドの離脱から解散まで（1986年 - 1989年）

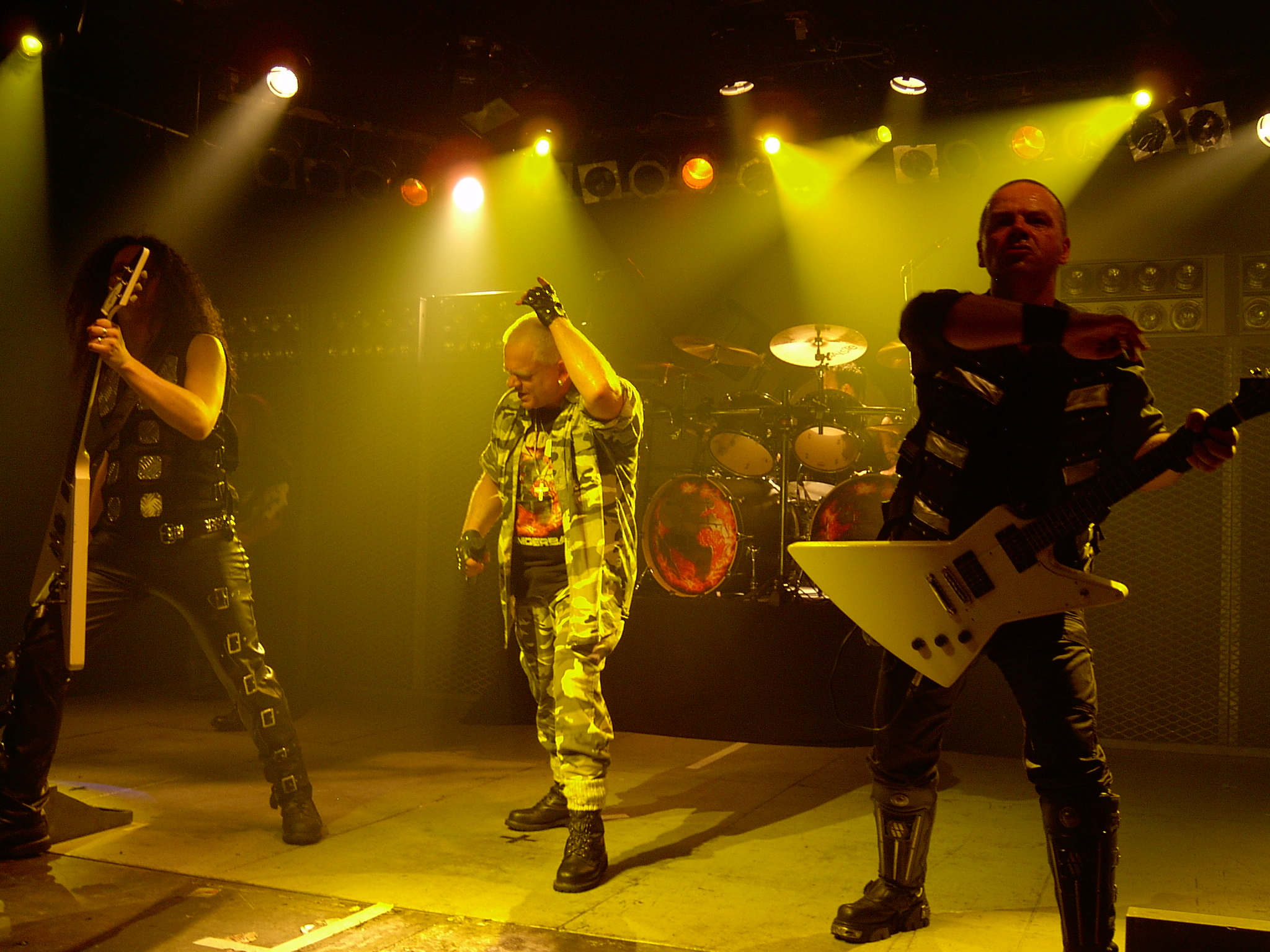
U.D.O. - ウド(中)&カウフマン(右) 2004年

1986年、アルバム『ロシアン・ルーレット』を発表するが、その直後にウドが脱退し（本人は後のインタビューで「解雇」だったと語っている）、自己のバンドU.D.O.を結成。なお、U.D.O.の1stアルバム『アニマル・ハウス』の収録曲は本来アクセプト用に作られていたが、バンド側がよりアメリカ向けの路線に変更することを決断したため、ウドが自分のアルバム用に収録した経緯があり、そのうち"Lay Down the Law"はアクセプトのメンバーが演奏にも参加している。
ウドの脱退後は、マイケル・ホワイトに続きロブ・アーミテージが後任として加入するが、アメリカ人のデヴィッド・リースに決定される。またフィッシャーも再度脱退したためギタリストにイギリス人のジム・ステイシーを加入させ、1989年にアルバム『イート・ザ・ヒート』を発表。しかし、この頃カウフマンが激しいドラミングと長年のツアーから背骨の異常をきたし活動不能になる。後任のドラマーにはケン・メアリーが加入するも、ホフマンはバンドの解散を決意。その後、ホフマンは写真家に転向し、リースはバンガロー・クワイア（Bangarole Choir）を結成、カウフマンはU.D.O.やOutrageといったバンドの作品のプロデューサーに、バルテスはドン・ドッケンのバンドに招かれ、それぞれ活動する。

### リユニオン期（1992年 - 2005年）

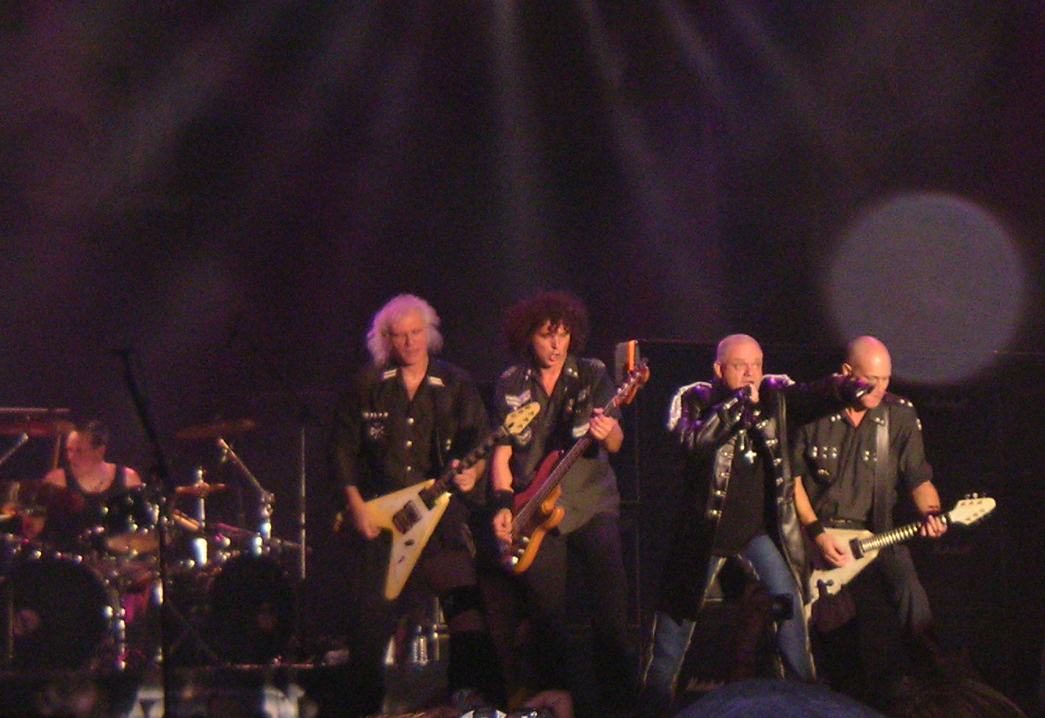
再結成 - ウド(Vo)在籍時代 (2005年)

バンド解散後に発表されたライヴ・アルバム『ステイング・ア・ライフ』の好評を受け、1992年にウドを含むラインナップでの再結成が決定した。1993年のアルバム『オブジェクション・オーヴァールールド』は歓迎をもって迎えられ、スピードにこだわったこのアルバムは欧州・米国での好セールスを記録する。しかしスタジオではともかく、ライヴでも2人目のギタリストを加入させず、彼らの特徴でもあったツイン・ギターが再現されなかった。ウドはそれに不満を持ち、2013年のインタビューにおいて当時のことを「俺にとって、アクセプトのサウンドは常に2人のギタリストがいることが前提だったから、既に新しい問題が起こっていた」と振り返っている。
1994年の再結成2作目に発表したアルバム『デス・ロウ』は、時代に合わせたようなモダン・ヘヴィネスに転向する。さらにカウフマンの体調が再び悪化し、ステファン・シュヴァルツマン（当時ランニング・ワイルド〜U.D.O.）のサポートでツアーを何とか終える。
1996年にはドラマーにアメリカ人のマイケル・カーテロンを迎え、再結成3作目のアルバム『プレデター』を発表するが、その後バンドは再び解散。なお、『プレデター』制作時にウドはカウフマンをギタリストに転向させ、2人目のギタリストとしてバンドに戻すことを提案したが、ホフマンに却下されている。
2度目の解散後、ウドとカウフマンはU.D.O.を再結成。ホフマンは写真家としての活動の傍ら、1997年にソロ・アルバム『クラシカル』を発表。バルテスはジョン・ノーラムのアルバムに参加するなど、幅広くセッション活動をしている。
2005年、ロシア・日本・欧州ツアーのため再々結成。ここではステファン・シュヴァルツマンのほか、ハーマン・フランクを久々に呼び戻し、再びツイン・ギターの構成であった。

### マーク・トーニロ在籍以降（2009年 - 現在）

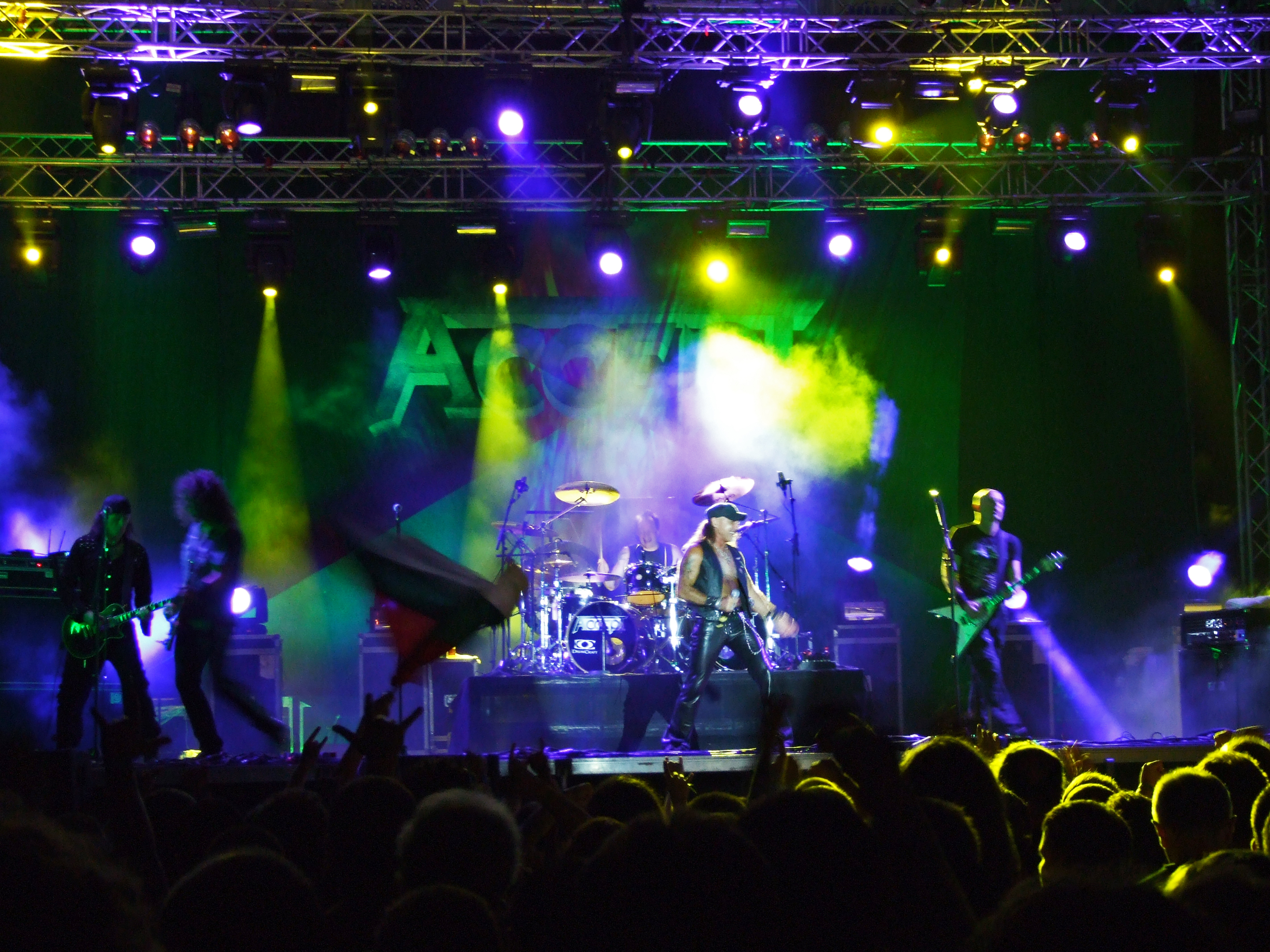
マーク・トーニロ(Vo)在籍初期 (2010年)

2009年、バンドはホフマンとバルテス、2005年に行ったツアーのメンバーのフランクとシュヴァルツマン、そしてウドの後任にアメリカ人ヴォーカリストのマーク・トーニロ（元T.T.クイック）を迎え、3度目の再結成が実現。
2010年8月、ニュークリア・ブラストと契約を得て、14年ぶりのアルバム『ブラッド・オブ・ザ・ネイションズ』を発表。このアルバムは、ドイツのアルバム・チャートで自身最高の4位を記録した。
同年10月に来日し、LOUD PARK10に参加。
2012年5月、前作と同じラインナップでアルバム『スターリングラード』を発表。
同年11月には、それに伴ったツアーでの来日公演を行った。
2014年8月、アルバム『ブラインド・レイジ』を発表。同年11月に2年ぶりの来日公演を開催した。しかし同年12月28日、ギタリストのハーマン・フランクとドラマーのステファン・シュヴァルツマンが脱退。
2015年4月、ギタリストのウヴェ・ルイス(元グレイヴ・ディガー)とアメリカ人ドラマーのクリストファー・ウィリアムズが加入。新たにツアーがスタート。
2017年1月、DVD、Blu-ray付きのライヴ・アルバム『レストレス・アンド・ライヴ』を発表。2015年7月に地元ドイツで行われた『BANG YOUR HEAD!!!』公演と2015年の欧州でのブラインド・レイジ・ツアーでの音源映像を収録した作品で、ルイスとウィアムズ加入後初のアルバム、トーニロー加入後のラインナップでのメンバーでは初のライヴ・アルバムとなった。
更に同年8月には、アルバム『The Rise of Chaos』を発表、翌月に3年ぶりの来日公演が行われた。
2018年11月、前年7月に行われたドイツのヴァッケン・オープン・エアで、オーケストラと初共演を果たしたライヴ作品『シンフォニック・テラー』を発表。その後、同月末にベーシストのピーター・バルテスが脱退を表明。
翌2019年4月、後任ベーシストにマルティン・モイックが加入。また、欧州内にて「シンフォニック・テラー」のオーケストラ編成でのツアーが新たに初めて開始された。同時期に3人目のギタリストとして、元キッスのエース・フレーリーのバンドなどに在籍していたフィリップ・ショウズが加入し、バンドは6人編成となった。
2021年1月、トリプルギター編成によるアルバム『トゥー・ミーン・トゥ・ダイ』を発表。
2025年5月、8年ぶりとなる来日公演を東京・大阪・神奈川の3ヵ所で開催。

## 特徴
ツイン・ギターは初期のバラードや"Starlight"、"Fast as a Shark"といった曲では両方がハーモニーを奏でる（ツイン・リード）こともあるが、一般的には片方がギターソロの時には片方がバッキングを弾くということが多い。
楽曲に関してはメンバー全員のクレジットとなっており、実際の作曲者は明記されていない。
レコーディングの際は、基本的にはバッキング、ソロ共にウルフ・ホフマンが全ギターパートを演奏している。

## メンバー
※2024年9月時点

### 現ラインナップ
- マーク・トーニロ (Mark Tornillo) - ボーカル (2009年- )
- ウルフ・ホフマン (Wolf Hoffmann) - ギター (1976年-1989年、1993年-1996年、2005年、2009年- )
- ウヴェ・ルイス (Uwe Lulis) - ギター (2015年- )
- フィリップ・ショウズ（Philip Shouse）- ギター（2019年- ）
- マルティン・モイック (Martin Motnik) - ベース (2019年- )
- クリストファー・ウィリアムズ (Christopher Williams) - ドラムス (2015年- )

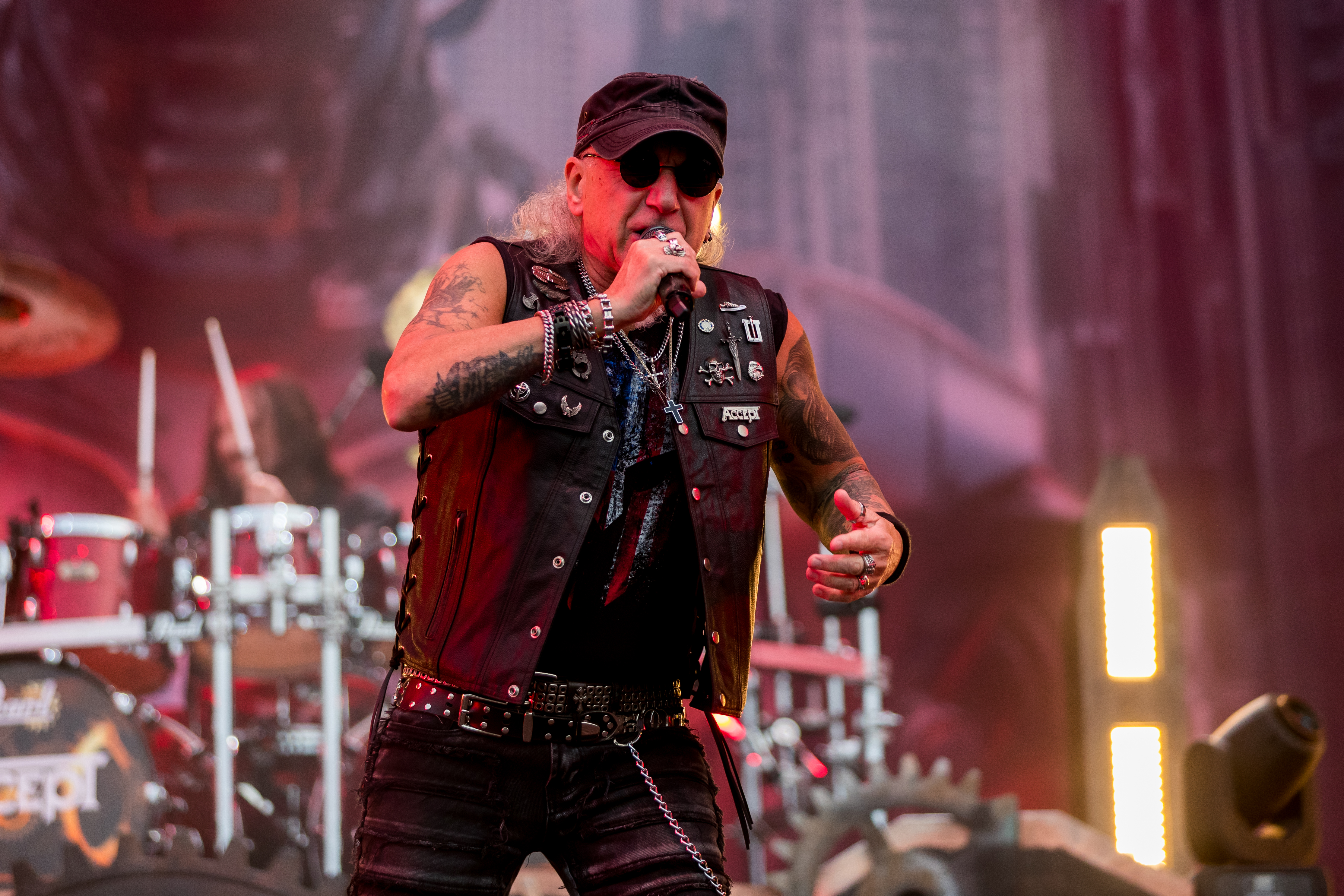
マーク・トーニロ(Vo) 2024年
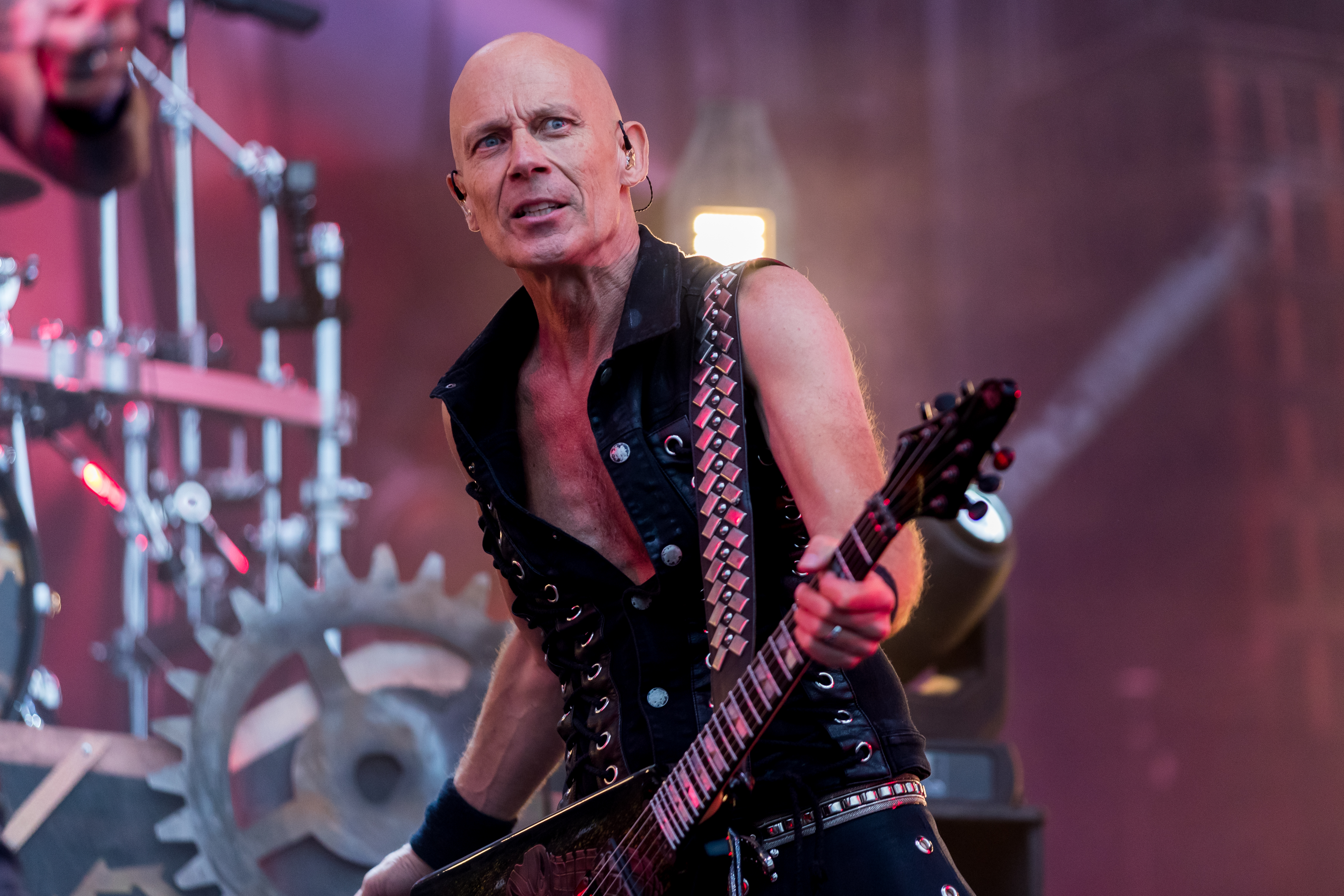
ウルフ・ホフマン(G) 2024年
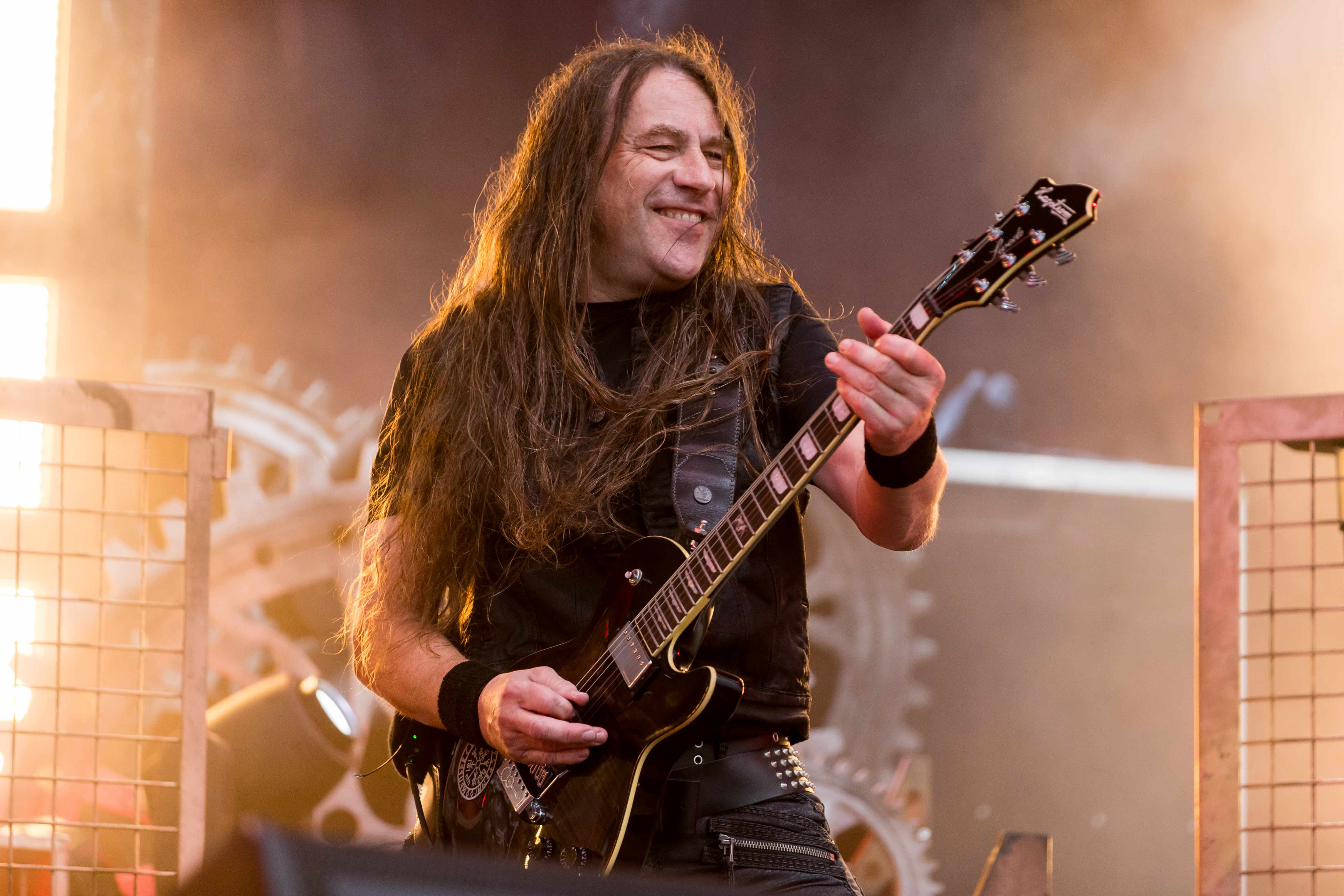
ウヴェ・ルイス(G) 2024年
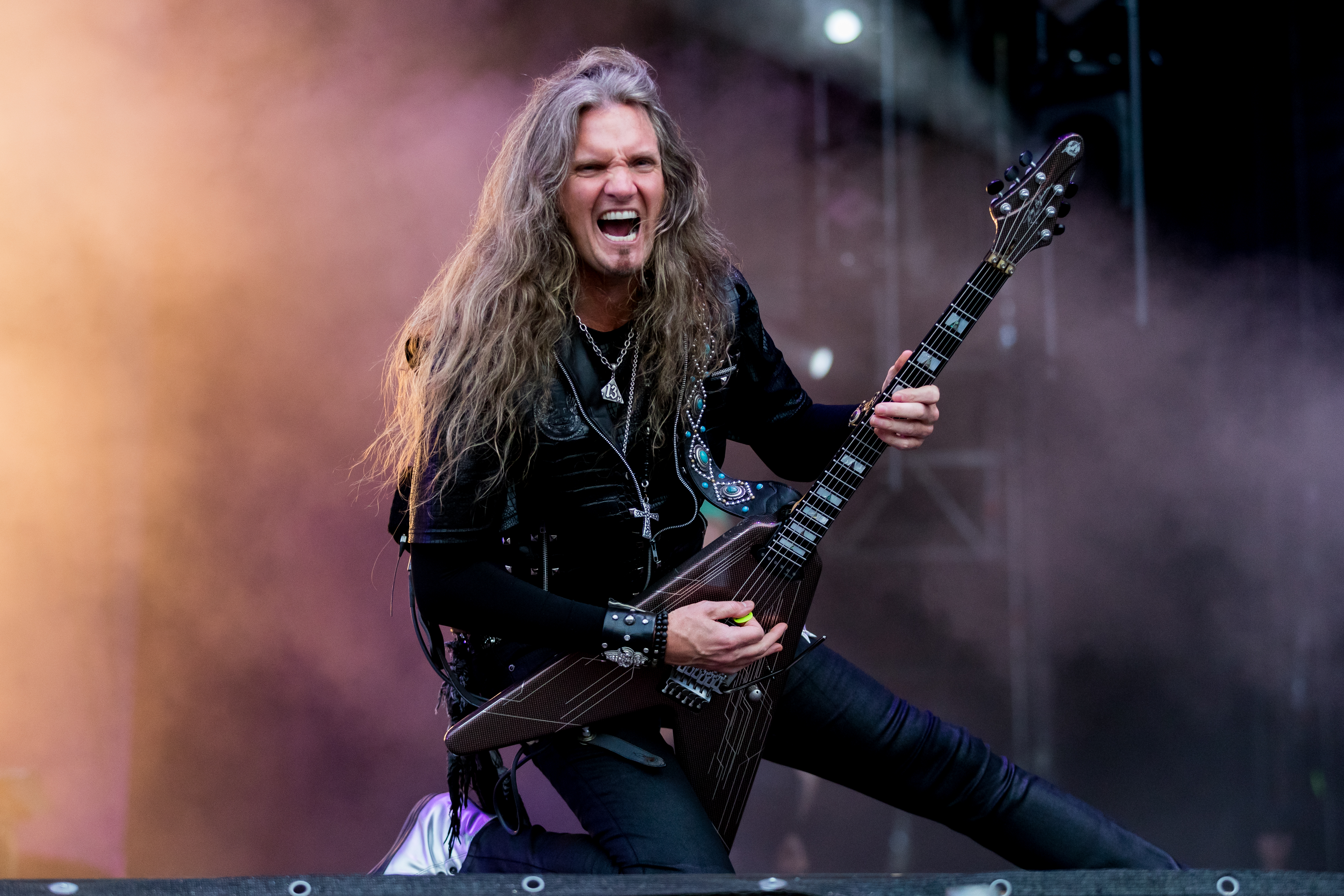
フィリップ・ショウズ(G) 2024年
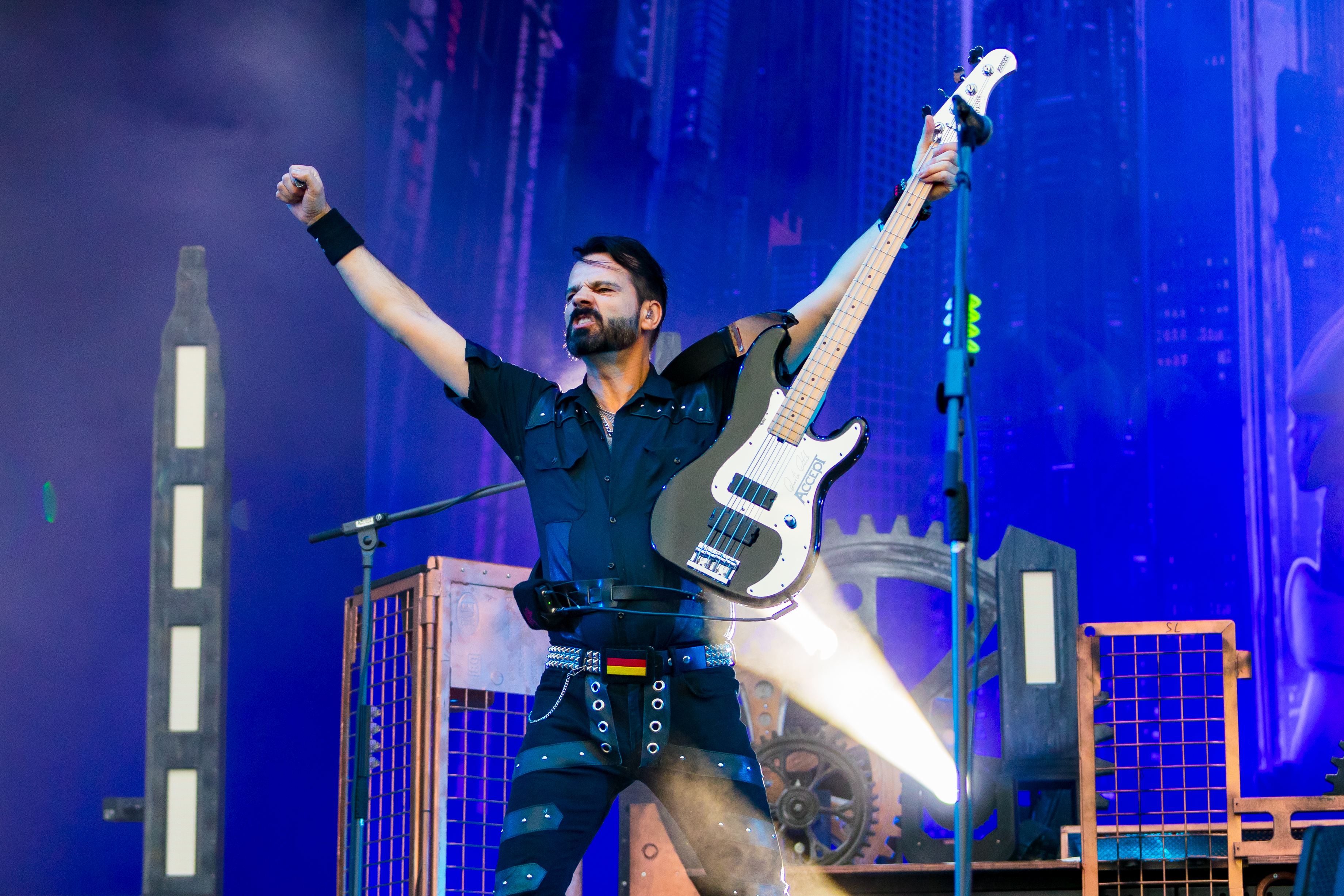
マルティン・モイック(B) 2024年
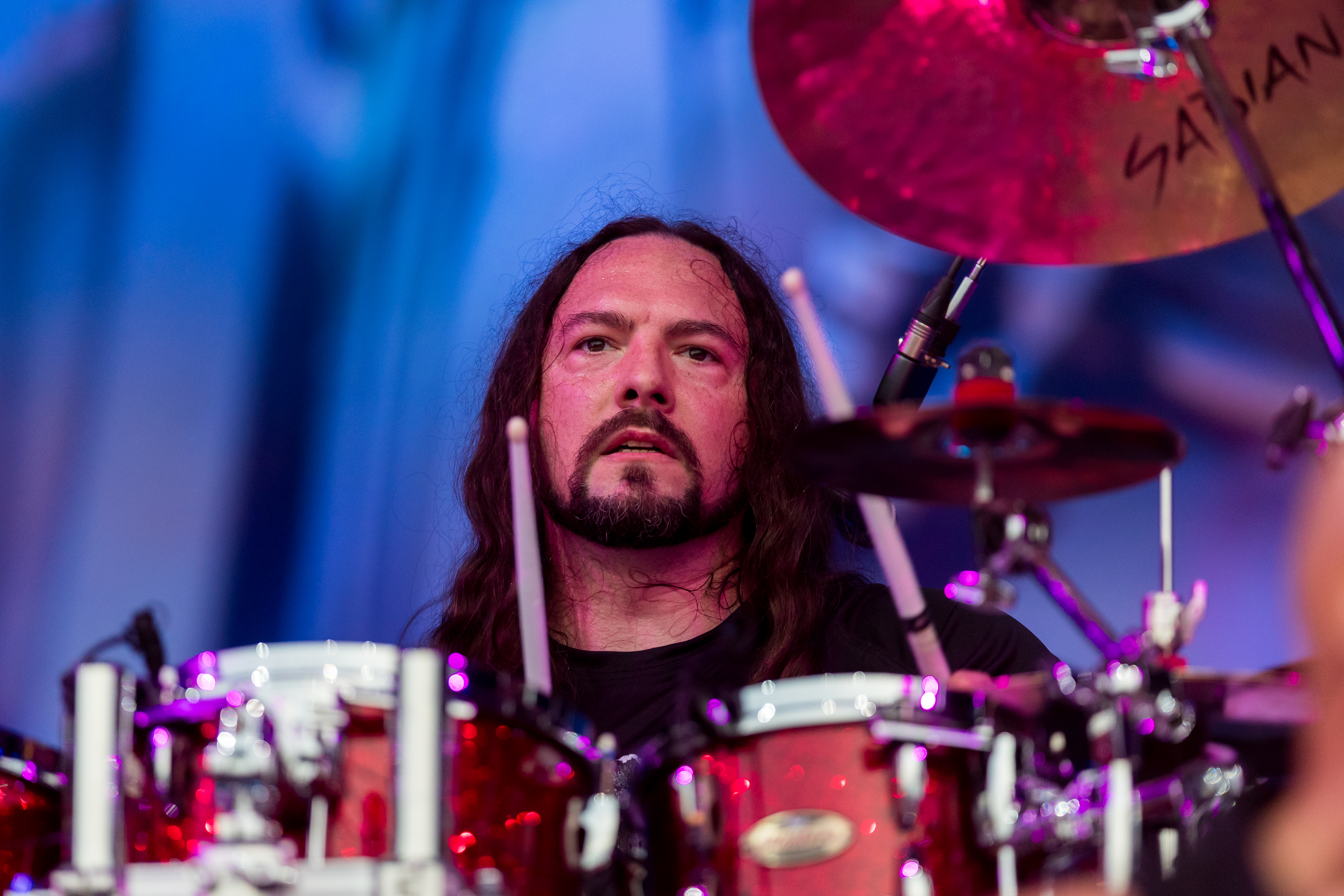
クリストファー・ウィリアムズ(Dr) 2024年

### 旧メンバー
- ウド・ダークシュナイダー (Udo Dirkschneider) - ボーカル (1976年-1986年、1993年-1996年、2005年) - 現U.D.O.
- ピーター・バルテス (Peter Baltes) - ベース (1976年-1989年、1993年-1996年、2005年、2009年-2018年)
- ゲルハルト・ウォール (Gerhard Wahl) - ギター (1976年-1977年)
- フランク・フリードリヒ (Frank Friedrich) - ドラムス (1976年-1979年)
- ヨルグ・フィッシャー (Jörg Fischer) - ギター (1978年-1981年、1984年-1987年)
- ステファン・カウフマン (Stefan Kaufmann) - ドラムス (1979年-1989年、1993年-1994年)
- ヤン・コウメット (Jan Koemmet) - ギター (1982年)
- ハーマン・フランク (Herman Frank) - ギター (1982年-1983年、2005年、2009年-2014年)
- マイケル・ホワイト (Michael White) - ボーカル (1986年-1987年)
- ロブ・アーミテージ (Rob Armitage ) - ボーカル (1987年-1988年)
- デヴィッド・リース (David Reece) - ボーカル (1988年-1989年)
- ジム・ステイシー (Jim Stacey) - ギター (1988年-1989年)
- ケン・メアリー (Ken Mary) - ドラムス (1989年)
- ステファン・シュヴァルツマン (Stefan Schwarzmann) - ドラムス (1994年-1995年、2005年、2009年-2014年)
- マイケル・カーテロン (Michael Cartellone) - ドラムス (1995年–1996年)

## ディスコグラフィ

### スタジオ・アルバム
- 『アクセプト〜殺戮のチェーンソー』 - Accept (1979年)
- 『アイム・ア・レベル』 - I'm a Rebel (1980年)
- 『ブレイカー〜戦慄の掟』 - Breaker (1981年)
- 『レストレス・アンド・ワイルド』 - Restless & Wild (1982年)
- 『ボールズ・トゥ・ザ・ウォール』 - Balls to the Wall (1983年)
- 『メタル・ハート』 - Metal Heart (1985年)
- 『ロシアン・ルーレット』 - Russian Roulette (1986年)
- 『イート・ザ・ヒート』 - Eat the Heat (1989年)
- 『オブジェクション・オーヴァールールド』 - Objection Overruled (1993年)
- 『デス・ロウ』 - Death Row (1994年)
- 『プレデター』 - Predator (1996年)
- 『ブラッド・オブ・ザ・ネイションズ』 - Blood Of The Nations (2010年)
- 『スターリングラード』 - Stalingrad (2012年)
- 『ブラインド・レイジ』 - Blind Rage (2014年)
- 『ザ・ライズ・オブ・ケイオス』 - The Rise of Chaos (2017年)
- 『トゥー・ミーン・トゥ・ダイ』 - Too Mean to Die (2021年)
- 『ヒューマノイド』 - Humanoid (2024年)

### ライブ・アルバム
- 『ライヴ・イン・ジャパン』 - Kaizoku-Ban (1985年)
- 『ステイング・ア・ライフ』 - Staying a Life (1990年)
- 『オール・エリアズ・ワールドワイド』 - All Areas - Worldwide Live (1997年)
- The Final Chapter (1998年)
- 『レストレス・アンド・ライヴ』 - Restless and Live (2017年)
- 『シンフォニック・テラー 〜ライヴ・アット・ヴァッケン2017』 - Symphonic Terror - Live At Wacken 2017 (2018年)